# Kastell Paphos
Das Kastell Paphos ist eine historische Festungsanlage in Paphos auf der Insel Zypern. Sie wurde im 13. Jahrhundert zum Schutz des Hafens erbaut und 1570 zerstört. Das heutige Erscheinungsbild der Anlage geht auf einen Wiederaufbau 1591 an gleicher Stelle unter osmanischer Herrschaft zurück. Das Kastell gilt als eines der Wahrzeichen von Paphos.

## Baubeschreibung
Das Kastell befindet sich am Westende des Hafen von Paphos. Die relativ kleine Festung hat einen viereckigen Grundriss von 33 m Länge und 17 m Breite und ist aus Kalksteinblöcken erbaut. Sie besteht heute im Grunde aus einem einzigen Turm, der früher von einem geschlossenen Hof umgeben war. Der Turm enthält zwei Stockwerke und ist insgesamt 21 m hoch. Die flache Plattform auf dem Dach ist von einer zwei Meter hohen Mauer umgeben, welche von Schießscharten unterbrochen ist. Um das Gebäude herum führt ein Burggraben, der besonders im Winter mit Wasser gefüllt ist. Der einzige Eingang in das Gebäude befindet sich auf der Ostseite und ist über eine Steinbrücke erreichbar, die Fenster sind nur sehr klein ausgeführt. Über dem Eingang ist eine weiße Marmorplatte von 1592 angebracht, die während der Renovierung der Festung unter osmanischer Herrschaft entstand. Der heutige Zustand ist das Ergebnis mehrerer Umbauten im Laufe der Geschichte.

## Geschichte
Die gut 600 m nordöstlich gelegene Burg Saranda Kolones wurde durch ein Erdbeben im Jahr 1222 zerstört. Als Ersatz wurden Mitte des 13. Jahrhunderts zwei Wehrtürme errichtet, die durch eine Mauer miteinander verbunden waren. Die Türme sollten den Eingang zum Hafen kontrollieren und zeitgleich die Stadt, welche damals unter Herrschaft der Lusignans stand, vor genuesischen Angriffen schützen.
Im Jahr 1373 wurde die Festung von Genua erobert. Die Eroberer erhöhten die beiden Türme und legten einen Wassergraben an, indem sie einen Teil des Wellenbrechers entfernten, der den Küstenturm mit dem Festland verband. Die zyprischen Verteidiger versuchten mehrfach, die Festung zurückzuerobern, scheiterten damit aber. Erst nach dem Friedensschluss 1374 fiel Paphos zurück an das Königreich Zypern. 1391 wurden die beiden Türme im Auftrag von König Jakob I. verstärkt und zur Burg ausgebaut.
1474 eroberten die Venezianer Zypern. Sie fokussierten sich hauptsächlich auf Verteidigungsanlagen in anderen Bereichen der Insel, das Kastell in Paphos wurde hauptsächlich zur Kontrolle der Küste vor Paphos eingesetzt und erhielt keine wesentlichen Erweiterungen. Der Reisende Dietrich von Schachten besuchte Paphos im Juli 1491 und berichtete, dass der östliche der beiden Türme zwei Monate vor seinem Besuch (am 24./25. April 1491) durch ein Erdbeben zerstört und daraufhin verlassen worden sei. Auch Oldřich Prefát nannte 1546 nur einen Turm am Hafen von Paphos. Es ist deshalb wahrscheinlich, dass die Festung durch die Schäden und das fehlende Interesse der Venezianer an Paphos weiter verfiel. 1570 wurde der verbleibende Turm von den Venezianern in Erwartung eines osmanischen Angriffs zerstört. Die Verteidiger wollten sich auf die Verteidigung der Festungen in Famagusta, Nikosia und Kyrenia fokussieren und verhindern, dass das Kastell in Paphos vom Feind verwendet werden konnte.
Zypern wurde 1571 durch das Osmanische Reich erobert. 1591 wurde das Kastell unter Befehl von Ahmed Pascha auf den Ruinen des Westturms wieder aufgebaut und erhielt seine heutige Form. Ein Teil des Gebäudes wurde daraufhin als Gefängnis, als Moschee und als Garnisonsunterkunft genutzt. Zu dieser Zeit war die Festung mit 12 Kanonen und ungefähr 50 Soldaten besetzt.
Nachdem Zypern 1878 britische Kolonie wurde, erfüllte das Gebäude keinen Verteidigungszweck mehr und wurde fortan als Salzlager genutzt. 1935 wurde das Kastell unter Denkmalschutz gestellt und 1980 zusammen mit dem archäologischen Park Pafos zum UNESCO-Weltkulturerbe erklärt.
Durch das Erdbeben 1953 entstanden große Risse in den Mauern, welche bis 1956 restauriert wurden. 1968/69 wurde ein Wellenbrecher an der Südwestseite des Kastells errichtet, um die Fundamente vor Umwelteinflüssen zu schützen. Nachdem die Festung 1974 im Zuge der türkischen Invasion Zyperns durch Bombenangriffe beschädigt worden war, wurde sie intensiver restauriert. Die Anlage wird heute als kulturelles Zentrum genutzt und kann besichtigt werden. Rund 50 Meter östlich sind im Wasser noch die Reste des mittelalterliche Ostturms sichtbar.